# 藤居平一
藤居 平一（ふじい へいいち、1927年（昭和2年）2月25日 - 1996年（平成8年）4月17日）は、日本の平和運動家である。

## 経歴・人物
広島県広島市に生まれる。若くして広島市への原子爆弾投下により、父を亡くした。その後は早稲田大学に入学し、卒業後は民生委員の立場として被爆者の救護活動に携わる。
これによって、1955年（昭和30年）に記念すべき第一回原水爆禁止世界大会の開催や翌1956年（昭和31年）5月には広島県原爆被害者団体協議会（広島県被団協）の設立に携わり、代表委員も務めた。同年8月には日本原水爆被害者団体協議会の設立や、1959年（昭和34年）に辞任するまで事務局長を就任し、原爆医療法の制定や原爆障害者援護法の原案作成に携わった。

## ドキュメンタリー
- ETV特集「救うことで救われる 〜日本被団協 原爆被害者の闘い〜」（2025年2月15日、NHK Eテレ）[3]